# IPhone 7

iPhone 6/6s（上）和 iPhone 7（下）的手機底部對比

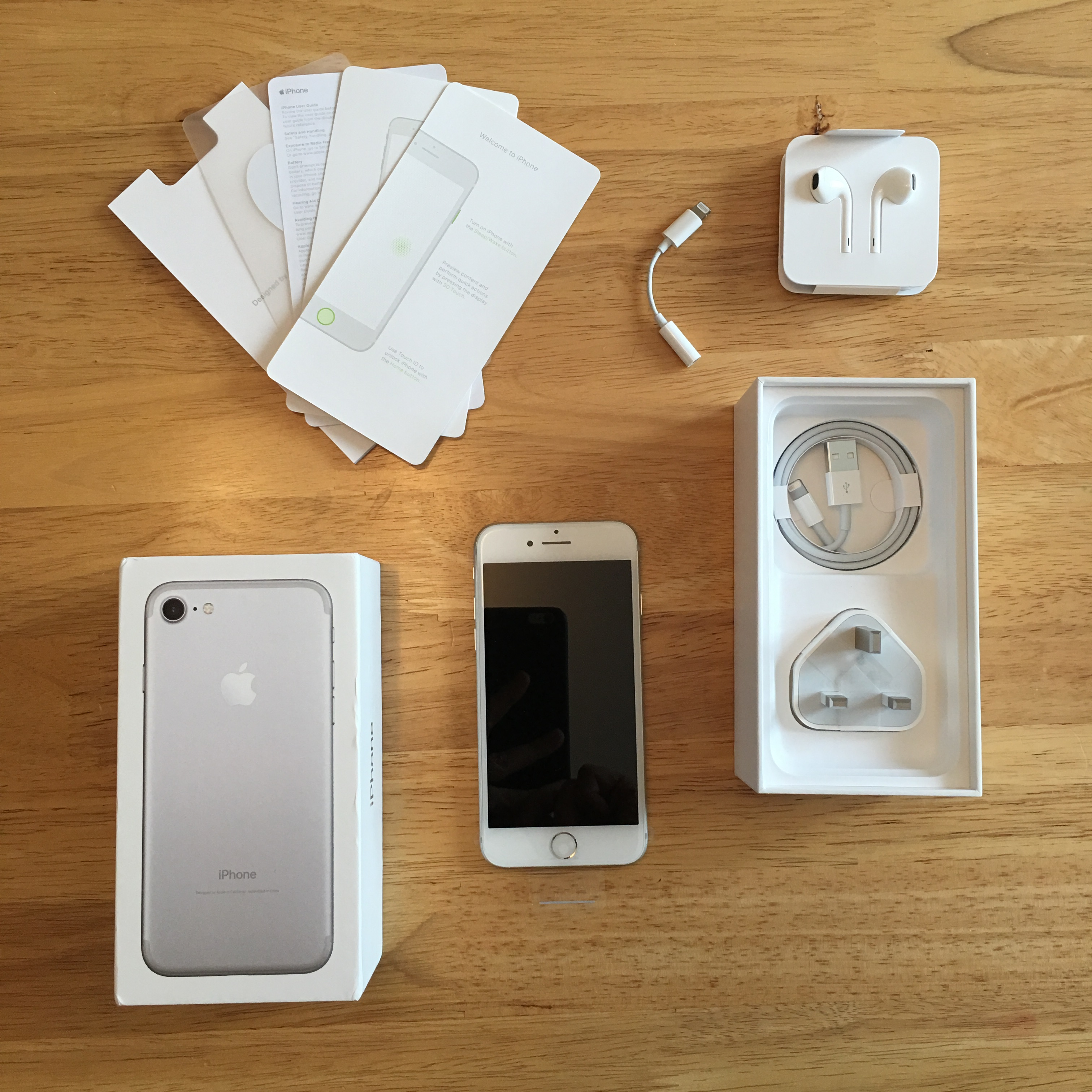
英國發售的銀色版IPhone 7 的包裝、配件與手機本體

iPhone 7與iPhone 7 Plus是美國蘋果公司推出的智能手機，第十代iPhone，同時也是iPhone 6s的後代。2016年9月7日官方公佈。首度加入雙鏡頭、防水，同時改進了Taptic Engine以及取消3.5mm耳機孔。

## 特色

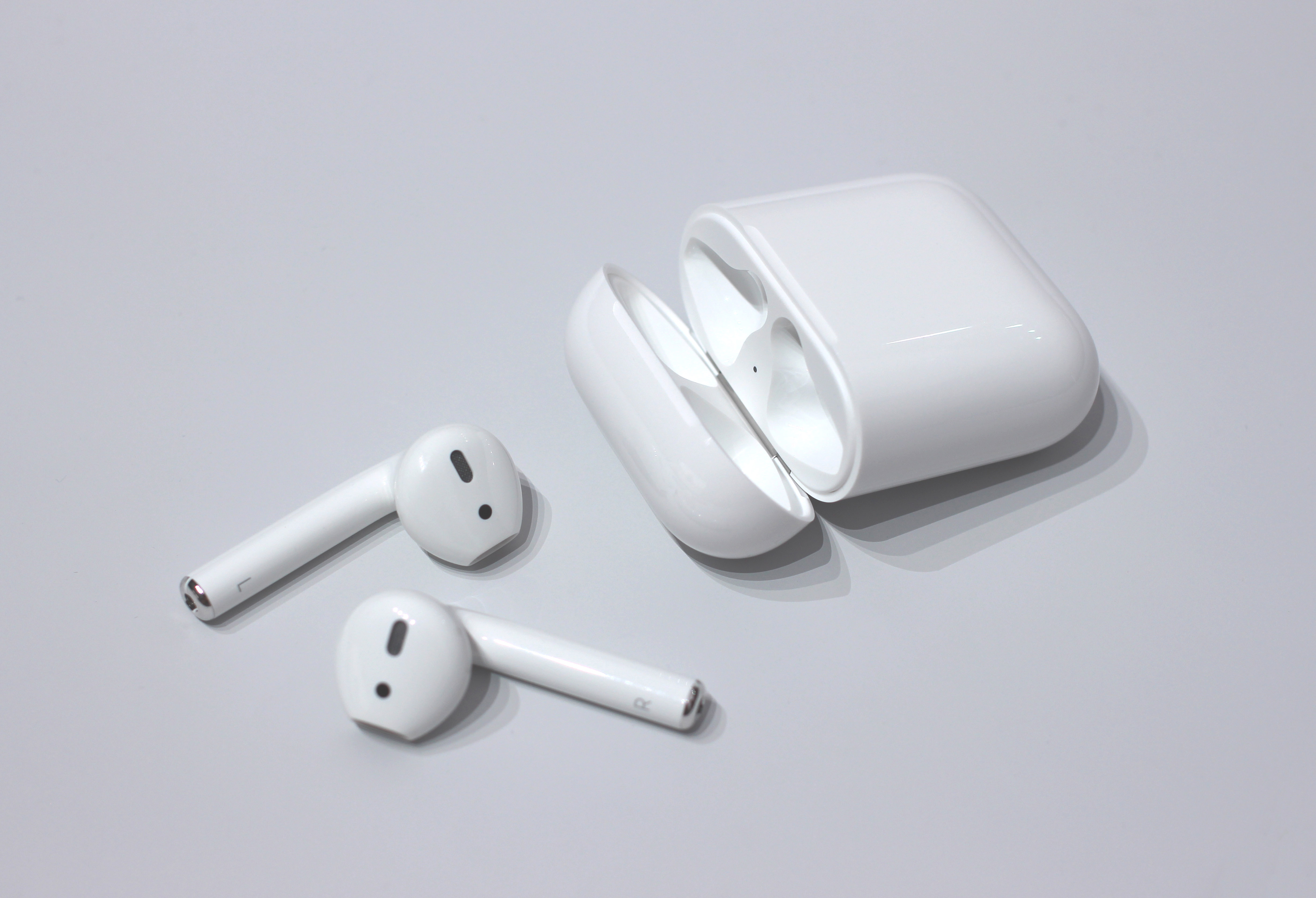
Apple AirPods 無線耳機及其充電盒的照片。

蘋果的iPhone 7的設計与iPhone 6s相比較為簡單幹練，天線的框線得以減少，而提供新的暗色品種：經鏡面處理的「曜石黑」及「黑色」，太空灰被取消，其他舊有配色「銀色」、「金色」、「玫瑰金色」則維持不變，從6s開始就有三维觸控的設計，還有回到主畫面（Home）的按鍵也提高灵敏度，同时采用固态按键取代原来的按动式按键，並利用新的Taptic Engine震動來模擬按壓，所以可以完全防水。
iPhone 7擁有iPhone歷來最大的儲存容量，可選32GB、128GB、256GB，但「曜石黑」只能選擇128GB或256GB。iPhone 7也移除連接耳機的傳統3.5mm TRS端子，除了帶動音訊由類比傳輸朝數位化演進，這一改動也讓手機得以直接供電耳機降噪單元，免電池降噪變成可能，隨機附送的EarPods耳機亦由3.5mm耳機接口改為Lightning接頭（不具降噪），另外亦附上Lightning 至 3.5毫米耳筒插口轉換器，但用戶想要同時充電的話只能使用採用蘋果的無線蓝牙耳機AirPods，或是使用蘋果專用底座。此外首次引入雙立體聲外放，喇叭播放效果也顯著改善。

## 技术规格
iPhone 7/7 Plus使用iOS 10，并配备Touch ID指纹识别传感器，支持VoLTE及Apple Pay。

### 芯片
iPhone 7/7 Plus均采用64位架构的A10 Fusion处理器，以及M10协处理器。A10 Fusion处理器包含两个高性能核心与两个节能核心，其中，節能核心的耗電量僅為高性能核心的五分之一。據蘋果所述，已經在一年前採用於iPhone 6s、iPhone SE上的A9，在iPhone 7推出當下仍維持著市場最快晶片的門檻，此次蘋果自己二度打破前代A9設下的世界紀錄，A10 Fusion的性能比A8高出2倍，圖繪能力升級相對A9多達50%。另外iPhone 7 Plus上的內存也增至3GB，而iPhone 7则保持2GB。

### 外观
iPhone 7/7 Plus是顏色較多的一款，共有6种颜色，分别为玫瑰金色、金色、银色、黑色、紅色及曜石黑。其中，曜石黑及紅色仅提供128GB及以上存储空间。
曜石黑具有鏡面效果。紅色則是於後來疾病關懷活動時期推出的特別版本。

### 尺寸和重量
iPhone 7：长138.3毫米(5.44 英寸)，宽67.1毫米（2.64英寸），厚7.1毫米（0.28英寸），重量为138克（4.87盎司）。
iPhone 7 Plus：长158.2毫米（6.23 英寸），宽77.9毫米（3.07英寸），厚7.3毫米（0.29英寸），重量为188克（6.63盎司）。

### 显示屏
iPhone 7/7 Plus均采用IPS Retina多点触控显示屏，均配备Display-P3广色域显示／防油渍防指纹涂层，其最大亮度均为625 cd/m2。
区别在于，iPhone 7采用4.7英寸的显示屏，其分辨率为1334x750/326 ppi，而iPhone 7 Plus采用5.5英寸的显示屏，其分辨率为1920x1080/401 ppi。

### 抗水防尘
两款机型在IEC 60529标准下均达到IP67級別，儘管蘋果在6s的機身已經具備有防潑水設計，但這次首度加入該認證。但蘋果仍標示警句，強調液體造成的損壞並不在保固範圍內。

### 摄像头
iPhone 7/7 Plus均采用1200万像素的摄像头，其中，iPhone 7支持最高达5倍的数码变焦。而iPhone 7 Plus则支持2倍光学变焦及最高10倍的数码变焦。
iPhone 7 Plus支持光学变焦及最高10倍数码变焦主要是因为其拥有双镜头（广角及长焦）。
其中，iPhone 7/7 Plus（广角镜头）拥有ƒ/1.8的光圈，而iPhone 7 Plus独有的长焦镜头则拥有ƒ/2.8的光圈。
iPhone 7/7 Plus背後廣角鏡頭均配备光学防抖功能／4-LED True Tone 新型闪光灯，亮度更高，支持30 FPS的4K视频拍摄，30/60 FPS的1080p视频拍摄，30 FPS的720p视频拍摄。

### 軟體
iPhone 7和iPhone 7 Plus支援iOS 10、iOS 11、iOS 12、iOS 13、iOS 14、iOS 15。
2022年6月，蘋果公司發布iOS 16，宣布iOS 16將不支援iPhone 7和iPhone 7 Plus。

## 顏色
顏色包括：
| 顏色 | 名稱           | 英語        | 天線 | 備註                                                 |
| ---- | -------------- | ----------- | ---- | ---------------------------------------------------- |
|      | 亮黑色         | Jet Black   | 黑   | 正面為黑色（具有镜面效果）                           |
|      | 黑色           | Black       | 黑   | 正面為黑色                                           |
|      | 銀色           | Silver      | 灰   | 正面為白色                                           |
|      | 金色           | Gold        | 白   | 正面為白色                                           |
|      | 玫瑰金         | Rose Gold   | 白   | 正面為白色                                           |
|      | 紅色 (Product) | Product Red | 紅   | 正面為白色（2017年3月21日發佈、3月24日開始接受預訂） |

## 发售

### 首批發售
首波銷售國家及地區於2016年9月9日開始接受預訂，並於9月16日在澳洲、奧地利、比利時、加拿大、中國大陸、丹麥、芬蘭、法國、德國、香港、愛爾蘭、義大利、日本、盧森堡、墨西哥、荷蘭、紐西蘭、挪威、葡萄牙、波多黎各、新加坡、西班牙、瑞典、瑞士、臺灣、阿拉伯聯合大公國、英國、美國共28個國家和地區上市。

## 銷售
第一季度銷售量7／7 plus  法人估合計售出5850萬台。

### iPhone产品时间线
| iPhone型號年表 |
| -------------- |
|                |